# 露丝·泰特尔鲍姆
露丝·泰特尔鲍姆（Ruth Teitelbaum，旧姓里克特曼，)（1924年—1986年）是世界上最早的一位（女性）程序员之一。泰特尔鲍姆也是最早给電子數值積分計算機编程的程序员之一。

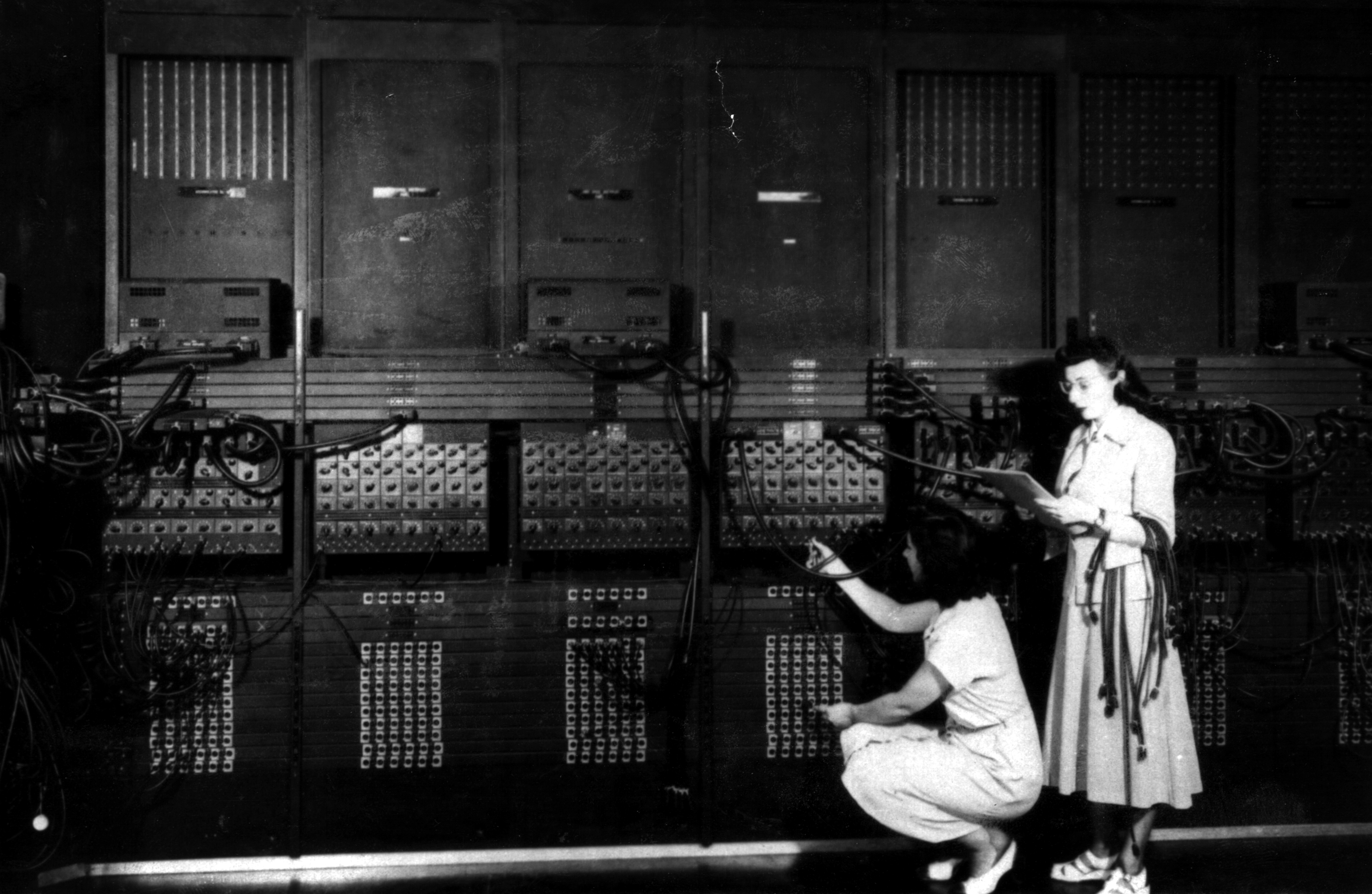
程序员露丝·泰特尔鲍姆（下蹲）和马林·梅尔策（站立）正在電子數值積分計算機的右侧布线来撰写新程序。

## 求学之路
泰特尔鲍姆在亨特學院数学系获得了理學士学位，随后被宾夕法尼亚大学的莫尔电子工程学院聘来计算弹道轨迹。二战时，美国陆军创办了莫尔学院，其中一共有80名女性手动计算复杂困难的弹道轨迹微分方程。这些女性被称作“计算机”（Computers）。1943年6月，陆军决定资助一项实验项目——首台全电动数字计算机，并选择了六名“计算机”来搭建它，泰特尔鲍姆就是其中一位。 

## 职业生涯

露丝·泰特尔鲍姆

泰特尔鲍姆被上级选为電子數值積分計算機（首台电子可编程计算机）的七位程序员之一。每位程序员不得不手动拨动超过3000个开关来编写程序，并透过十几个托盘上的电话交换线来传递数据和程序至机器本身。
泰特尔鲍姆和马林·梅尔策一起，为電子數值積分計算機项目的特殊领域添砖加瓦。1946年，電子數值積分計算機正式向公众及媒体崭露头角。这七位女性是仅有的電子數值積分計算機的程序员，她们继续将自己所学到的编程技能传授给他人。
其他五位为電子數值積分計算機做出贡献的女性有：让·巴蒂克、贝蒂·霍伯顿、凯瑟琳·安东内利、马林·梅尔策及弗朗西斯·斯宾塞。
泰特尔鲍姆带着電子數值積分計算機一起，前往位于阿伯丁试验场的弹道式研究实验室，开始了为期两年多的编程教学。

## 逝世
露丝·泰特尔鲍姆于1986年在得克萨斯州的达拉斯市去世。

## 成就
1997年，泰特尔鲍姆与其他五位为電子數值積分計算機编程的女性程序员一起受邀进入技术女性国际名人堂。泰特尔鲍姆的丈夫为缅怀妻子接受了奖项。
人们认为她仅对電子數值積分計算機作出了分寸之功。

## 另请参阅
- 凯瑟琳·安东内利（英语：Kathleen Antonelli）
- 让·巴蒂克（英语：Jean Bartik）
- 阿黛尔·戈德斯坦（英语：Adele Goldstine）
- 贝蒂·霍伯顿（英语：Betty Holberton）
- 弗朗西斯·斯宾塞（英语：Frances Spence）
- 马林·梅尔策（英语：Marlyn Meltzer）
- 科学界女性时间轴（英语：Timeline of women in science）